# بيلي مارتن (لاعب كرة قدم أمريكية أمريكي)
بيلي مارتن (بالإنجليزية: Billy Martin)‏ هو لاعب كرة قدم أمريكية أمريكي، ولد في 6 يونيو 1938 في شيكاغو في الولايات المتحدة، وتوفي في 8 نوفمبر 1976.

## وصلات خارجية
- بيلي مارتن على موقع مرجع كرة القدم المحترفة.كوم (الإنجليزية)